# Site d'escalade de Fontainebleau
 (juin 2017).
Si vous disposez d'ouvrages ou d'articles de référence ou si vous connaissez des sites web de qualité traitant du thème abordé ici, merci de compléter l'article en donnant les références utiles à sa vérifiabilité et en les liant à la section « Notes et références ».
Le site naturel d'escalade de Fontainebleau, communément désigné par Bleau par les grimpeurs (ou Font en anglais), est situé dans la forêt de Fontainebleau et aux alentours. Internationalement réputé pour le bloc, discipline d'escalade sur des rochers d'une faible hauteur ne nécessitant en général pas de corde pour l'assurance, Bleau est composé d'une centaine de massifs et de milliers de blocs de grès.

## Situation
Les secteurs d'escalade se répartissent dans toute la forêt autour de Fontainebleau. Beaucoup de secteurs sont en dehors de la forêt de Fontainebleau proprement dite. Ainsi des rochers du Duc (Forêt départementale des Grands Avaux, 44 km de Paris), de l'île de loisirs de Buthiers (Malesherbes), de la Dame Jouanne et de L'Éléphant (Larchant, 71 km de Paris). Des secteurs sont sur des terrains communaux, et parfois privés : Videlles, Boigneville, le Puiselet.
Quelques massifs sont accessibles en train (le rocher Canon à Bois-le-Roi, Le Calvaire, Le mont Ussy, les rochers d'Avon à Fontainebleau-Avon, le Restant du Long Rocher à Bourron-Marlotte, le Petit-Bois, le Gréau à Nemours) ou en RER (La Troche à Orsay, Chamarande, Maisse, Boigneville, Malesherbes).

## Histoire
En 1874, le Club alpin français (CAF) est fondé à Paris, certains membres commencent à s'intéresser aux blocs de Fontainebleau.
En 1908, dans le secteur du Bas Cuvier, Jacques Wehrlin franchit avec des chaussures à clous une fissure (coté 3+ de nos jours) qui porte aujourd'hui son nom.
En 1910, le groupe des rochassiers se forme. Il compte des grimpeurs tels Wherlin ou les frères Lépiney. Le groupe fait reconnaître l'utilité de l'escalade en forêt de Fontainebleau comme terrain d'entraînement auprès du CAF.
En 1914, Jacques de Lépiney gravit la fissure de la Prestat, le premier 4 (avec des espadrilles à tiges montantes).
Fondé en 1924 le groupe de Bleau (GDB) compte les meilleurs alpinistes parisiens de l'époque. S'entrainant sur les blocs de Fontainebleau, les falaises de la Seine, de Normandie, de l'Yonne, le groupe comptait Pierre Allain, Bobi Arsandaux, les frères Léninger ou Authenac, Pierre Chevalier (inventeur en 1943 de la corde d'escalade en nylon), Henri Brenot (inventeur du singe, un bloqueur ancêtre du jumar, dans les années 1930).
En 1934, Pierre Allain ouvre « l'Angle Allain » au Cuvier Rempart (premier 6 de la forêt, à l'époque coté 5+). L'année suivante il invente le premier chausson d'escalade (la P.A.). Alpiniste, Pierre Allain a ouvert des itinéraires au Mont Blanc, en Oisans, dans le Mercantour, au Corno Stella. Après la Seconde Guerre mondiale, il entraîna Jean Couzy, René Ferlet, Guy Poulet, Guido Magnone, Jacques Poincenot, Auguste Fix.
En 1945, Maurice Martin fait l'inventaire des blocs du Bas Cuvier, avec des schémas en vue aérienne. Le premier topo d'escalade de bleau. Il en fera plusieurs autres.
En 1947 le premier parcours fut créé par Fred Bernick au Cuvier rempart. Assez Difficile mais surtout très exposé dans l'ensemble, il s'adressait à des grimpeurs vaillants et expérimentés.
En 1952 est créé le Groupe Alpin Populaire (GAP), première section Montagne FSGT. Le Club olympique de Billancourt (COB) une section sportive constituée par le comité d’entreprise RENAULT proche de la FSGT apparaît dans le même temps, Robert Paragot et Lucien Bérardini, qui se distinguèrent par des ouvertures marquantes, en étaient membres. René Desmaison, fréquenta également la forêt à cette période (il enchaîna le circuit Mauve de la Dame Jouanne en moins d'une heure).
Les massifs à la mode sont alors le Cuvier (les rochers les plus durs), la Dame Jouanne (les rochers les plus hauts), Malesherbes, Chamarande, Le Vaudoué (rochers des Trois Pignons aujourd'hui propriété privée).
Les massifs des Trois Pignons ainsi que ceux de Malesherbes ont bien failli être privatisés, l'action du Comité de défense des sites et rochers d'escalade (COSIROC), association née en 1962, a été déterminante dans l'arrêt de ce processus.
En 1963 est tracé au Rocher Canon le premier circuit jaune pour les débutants, par des membres de la section montagne FSGT d'Ivry.
En 1969 et 1970, Pierre Nédélec "Puck" et ses camarades déjà auteurs de plusieurs circuits d'escalade, balisent un parcours de randonnée, les 25 bosses, qui fait le tour du massif des Trois Pignons avec un dénivelé de 800 m pour l'entraînement aux marches d'approche en montagne.
En 1974 est tracé à l' Éléphant le premier circuit enfants par un instituteur membre de la FSGT d'Ivry. La création de circuits enfants encouragée par la FSGT suscitera dans un premier temps de vives hostilités notamment au COSIROC avant d'être pleinement acceptée.
Les années 1975-1985 ont vu se distinguer moult grimpeurs passionnés. On découvrait de nouvelles voies en dehors des massifs réputés, le terrain de jeux s'étendait. Ils ont laissé leur empreinte et parfois leurs noms sur ces rochers : Adelet, Amiot, Ardouin, Caltier, Canteras, Cellier, Cousin, Divaret, Fort, Lepage, Michel Libert, Didier Mignot, Jacques Batkin, Roland Trivelini, Alain Michaud, Perrin, Tetard, Michel Dufranc, Patrick Cordier, Robert Mizrahi, Jérôme Jean-Charles, Pierre Richard, Jo Monchaussé, Jacky Godoffe, Alain Ghersen, Jean-Pierre Bouvier, les frères Le Menestrel, Catherine Destivelle, …
Les années 1985-2015 consacre l'activité sportive en tant que pratiquée pour elle-même et non plus comme subalterne à l'alpinisme ou à la falaise. On vient de partout dans le monde pour pratiquer le bloc à Fontainebleau.
De par ses particularités géologiques et sa proximité de Paris, le massif de Fontainebleau occupe une place de choix dans l'histoire de l'escalade et de l'alpinisme en France.

## Signalétique et cotations des circuits
Le système de cotation utilise un chiffre, une lettre (a, b ou c) et parfois le signe + ou − (exemples : 3−, 4+, 6a+). 
Les cotations bloc sont plus dures qu’en falaise du fait de la brièveté des passages. La hauteur du bloc, l'exposition (le danger en cas de chute) pouvant néanmoins influencer la cotation.

Si l'escalade sans indication est bien sûr toujours possible et largement pratiquée, une des particularités de l'escalade à Fontainebleau est l'existence de parcours ou circuits. Censé à l'origine correspondre à la difficulté d'une course d'alpinisme en montagne, ils répondent aujourd'hui à la volonté d'offrir une sélection de voies de difficultés homogènes pouvant s'enchaîner. 

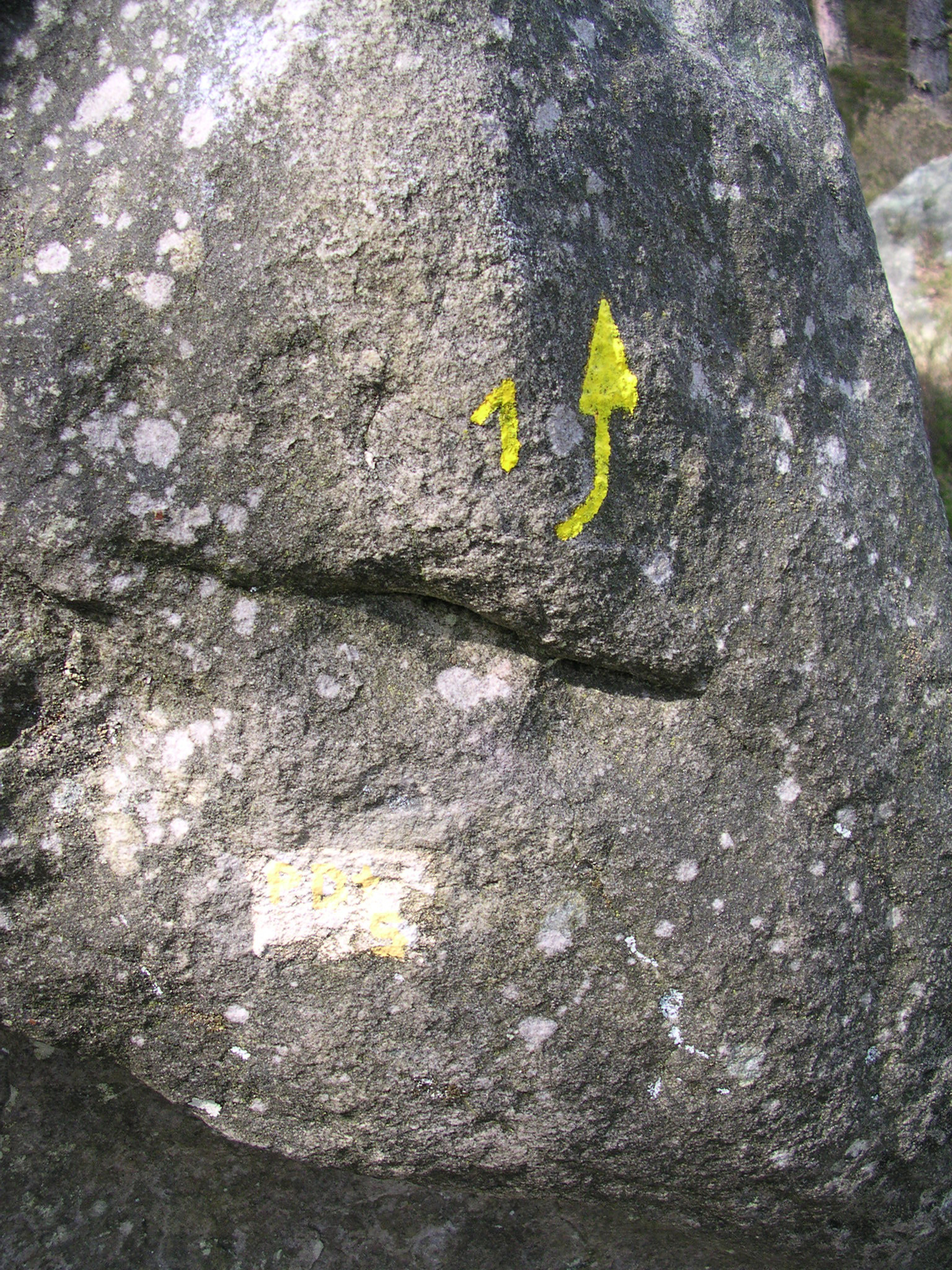
Départ d'un parcours jaune.

Pour la plupart des circuits (sauf raison historique) la couleur définit la difficulté :
| Couleur         | Cotation | Signification                             | Niveau des voies |
| --------------- | -------- | ----------------------------------------- | ---------------- |
| Blanc …         | E        | Enfant                                    | E1-E3+           |
| Caramel         | F        | Facile, premiers pas                      | 1-2              |
| Jaune           | PD       | Peu difficile, débutant                   | 2-3              |
| Orange          | AD       | Assez difficile, grimpeur moyen           | 3-4              |
| Bleu            | D        | Difficile, grimpeur confirmé              | 4-5              |
| Rouge           | TD       | Très difficile, grimpeur très confirmé    | 5-6              |
| Noir/Blanc      | ED       | Extrêmement difficile, excellent grimpeur | 6-7              |
| (Aucun circuit) | ABO      | Abominablement difficile, haut niveau     | 7-8              |

Caramel (F, facile), jaune (PD, peu difficile), orange (AD, assez difficile), bleu (D, difficile), rouge (TD, très difficile), noir ou blanc (ED, extrêmement difficile), pouvant être augmentée d’un + ou diminuée d’un − (PD−, TD+).
Blanc, rose, vert pomme ou caramel  pour un circuit « enfants » (E, enfant), l'âge pour lequel celui ci est conçu est à prendre en considération en premier lieu. La difficulté, l'expérience requise, est parfois ensuite indiquée par un chiffre (1 débutant, 2 un peu plus difficile, 3 plus technique et maîtrise de la prise de risque, etc.), ne correspondant pas à une cotation adulte pour d'évidentes raisons de morphologie.

## Quelques voies historiques
- L'arête de Larchant sur l'angle sud-ouest de la Dame Jouanne. Côté 3+, mais 12 mètres d'escalade et 15 mètres de dénivelé. Première réalisation sans corde en 1914 par Jacques De Lépiney. C'est un passage majeur du légendaire circuit Mauve, tracé en 1958 par Maurice Martin, portant le no 52.
- La fissure de la Prestat, le premier 4e degré, est ouvert en 1914 par Jacques De Lépiney chaussé d'espadrilles à tiges montantes, les ancêtres des chaussons d'escalade. Le descellement d'un bloc coincé dans la fissure ayant créé le trou offrant une bonne prise et une marche a rabaissé le niveau du passage à 3+.
- La Fissure des Alpinistes à Apremont ouverte par Pierre Allain en 1933 ou 34. C'est le premier 5 de Fontainebleau.
- L'Angle Allain est ouvert en 1934 par Pierre Allain au Cuvier Rempart. Premier 6e degré de la forêt ? Après un temps de décote à 5+ (l'adhérence des chaussons ayant grandement progressé), sa cotation semble remonter à 6a. Pierre Allain effectua l'an suivant avec les frères Léninger, la très convoitée Face Nord des Drus, comportant la fameuse fissure Allain, première longueur en 6a des Alpes françaises (les Alpes italiennes ayant été les premières à inaugurer le 6e degré).
- La Marie Rose est ouverte au Cuvier par René Ferlet en 1946, à la barbe de Pierre Allain premier répétiteur. Cotée 6b à l'ouverture et dans le tout premier topo du Cuvier, il sert encore d'étalon, bien que la cotation « officiel » soit redescendue à 6a.
- La Stalingrad , à gauche de la Prestat au Cuvier, ouverte en 1950, tout comme le Carré d'As, au Cuvier Rempart, respectivement les premiers 6b et 6c, et des voies d'ampleurs.

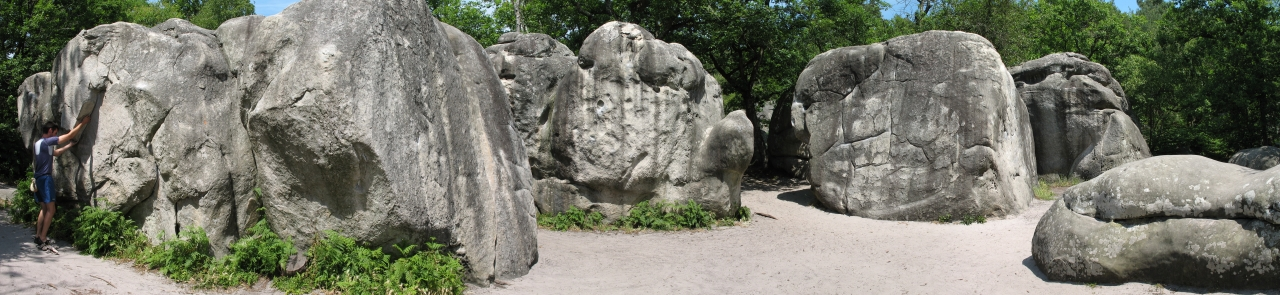
Le Bas Cuvier.

- La Joker est ouverte par Robert Paragot en 1953, cotée 7a actuellement, elle fut cotée 6h avant la création du 7e degré.
- L'Abattoir, le premier 7a de la forêt, est ouvert par Michel Libert au Bas Cuvier en 1960.
- Le Carnage, le premier 7b de la forêt est ouvert par Jérôme Jean-Charles en 1977 toujours au Bas Cuvier.
- Le Mur des Lamentations à l'Isatis est ouvert par Lucien Guillou en 1982. Côté 7c à l'origine sa cotation sera par la suite réévaluée à 7b+.
- l'Abbé Résina, est ouvert au Cuvier par Pierre Richard en 1983. Côté 7c, cotation confirmée.
- Le Surplomb de la Mée ouvert en 1983 par Jacky Godoffe et Alain Ghersen qui subira plusieurs évolution suite à rupture de prises. Seulement 7c+ à l'origine mais haut et marquant.
- C'était Demain, est ouvert en 1984 par Jacky Godoffe au Cuvier Rempart, le premier 8a de la forêt.
- Fatman, un toit au Cuvier Rempart par Jacky Godoffe premiers 8b de la forêt en 1993. Fatman restera longtemps la référence de cette difficulté (les prises ont malheureusement été volontairement détruites).
- The Big Island 8c surplomb sur plats ouvert en 2010 par Vincent Pochon
- No Kpote Only 9a dévers sur réglettes et plats ouvert en 2018 par Charles Albert, grimpant pieds nus. Répété par le japonais Kameyama Ryohei en 2019, et en 2020 par Nicolas Pelorson qui cote le bloc 8c.
- The Big Island (assis) / Soudain Seul 9a ouvert par le belge Simon Lorenzi en 2021. Répété en 2021 par Nicolas Pelorson qui cote le bloc 8c+, en 2022 par Camille Coudert, en 2025 par Adam Ondra qui cote le bloc à 9a.

## Massifs principaux
- Au nord-ouest de Fontainebleau
  - Yvelines : Vaux de Cernay, Dampierre Maincourt.
  - Essonne : La Troche, Orsay, Chamarande , Les Grands Avaux (Beauvais), La Padôle, …
- Forêt des trois pignons
  - Nord : Gorge aux Châts, La Feuillardière, Rocher du Télégraphe, …
  - Est : Corne-Biche, Rocher de Milly, Drei Zinnen, Rocher de la Reine, Bois Rond, Canche aux Merciers, …
  - Ouest : 95.2, Gros Sablons, Rocher des Potêts, Jean des Vignes, La Ségognole, Roche aux Sabots, Pignon 91.1, Cul de Chien, …
  - Sud : Rocher Guichot, Diplodocus, Rocher du Général, Vallée de la Mée - Potala, Grande Montagne, Rocher Fin, La Cathédrale, J.A. Martin, …
- En forêt domaniale de Fontainebleau
  - Rocher Canon, Rocher Saint Germain, Mont Ussy, Mont Aigu, Rocher d'Avon, …
  - Le Cuvier, Apremont, Franchard, Isatis, …
  - Le Restant du Long Rocher, Rocher des Demoiselles, …
- Au sud de Fontainebleau
  - Malesherbes : Buthiers, …
  - Larchant : l'Éléphant, la Dame Jouanne, le Puiselet, …
  - Nemours : le Petit-Bois de Saint-Pierre-lès-Nemours, Rochers-Gréau, Mont Olivet, Vallon Cassepot, Le Troglodyte, …